# Camilius Validus
Camilius Validus (sein Praenomen ist nicht bekannt) war ein im 2. Jahrhundert n. Chr. lebender Angehöriger des römischen Ritterstandes (Eques).
Durch ein Militärdiplom, das auf den 23. August 162 datiert ist, ist belegt, dass Validus 162 Kommandeur der Ala I Flavia Augusta Britannica miliaria war, die zu diesem Zeitpunkt in der Provinz Pannonia inferior stationiert war.